# MACPOWER
『MACPOWER』（マックパワー）は、かつてアスキー・メディアワークス（旧アスキー）が発行したパソコン雑誌であった。誌名の通りMacintosh専門誌であった。愛称は「まーぱ」。

## 概要
1990年1月18日に月刊誌として創刊。創刊号は1990年2月号。2002年の『MACLIFE』廃刊以降はMac専門誌の最古参である。同じくアスキーから出版されている『MacPeople』と比べ上級者向けの専門的な記事が多く、初〜中級者向けの『MacPeople』、中〜上級者向けの『MACPOWER』という住分けがなされていた。
2005年5月号よりコンピュータ関連の記事を大幅に削減したクリエイティブ・ライフスタイル誌としてリニューアルしたが、2007年10月号をもって一度目の休刊となった。同年12月には季刊誌として復刊し、リニューアル前のスタイルに戻るが、製品紹介記事などは『MacPeople』からの再録が多い。2009年より年2回刊となるも、2010年9月3日発売の「2010 Vol.2」を最後に発行されておらず、事実上休刊となっている。

## 姉妹誌
- MacPeople

## その他
- 1992年の映画『七人のおたく』において「Macおたく」に関する監修を行った。
- かつてフジテレビで放送されていたクイズ番組『カルトQ』の「Macintosh」回では当時本誌所属の編集部員（当時28歳）が本選に出場し優勝を果たしたほか、のちの「阪神タイガース」回でも本選に出場した。